# هيو بورتر
هيو بورتر (بالإنجليزية: Hugh Porter) مواليد 27 يناير 1940 في ولفرهامبتن، هو دراج إنجليزي سابق. سبق أن شارك في دورة الألعاب الأولمبية الصيفية. فاز بميدالية ذهبية في دورة ألعاب الكومنولث 1966. يعتبر من أفضل دراجي المملكة المتحدة.

## روابط خارجية
- هيو بورتر على موقع أرشيف الدراجات (الإنجليزية)
- هيو بورتر على موقع إحصائيات الدراجات الإحترافية (الإنجليزية)
- هيو بورتر على موقع CycleBase (الإنجليزية)
- هيو بورتر على موقع أوليمبيديا (الإنجليزية)
- هيو بورتر على موقع اللجنة الأولمبية البريطانية (الإنجليزية)